# 晋灭陆浑之战
晋灭陆浑之战發生於前525年（周景王二十年、鲁昭公十七年、晋顷公元年、楚平王四年）八月，晋国荀吴率军攻灭陆浑之戎（今陕西省洛南县东）的作战。
陆浑戎在晋楚两国之间，在楚庄王伐陆浑之后，和楚国交往甚密。于是晋国计划消灭陆浑戎。晋顷公派屠蒯去赴周，请求祭祀洛水和三涂山。苌弘对刘献公说，晋人脸色凶猛，不是为祭祀，怕是为了进攻和楚国友好的陆浑氏戎人。于是就对戎人加强警备。九月二十四日，晋国的荀吴领兵从棘津渡河，让祭史先用牲口祭祀洛水。陆浑人不知是计，放松警惕。九月二十七日，晋国灭亡了陆浑，责备他们和楚国勾结。陆浑国君流亡到楚国，部下逃亡到甘鹿（今河南省伊川县西北）。东周早有准备，俘虏了大批陆浑人。韩宣子梦见晋文公拉着荀吴而把陆浑交付给他，所以让荀吴领兵，在晋文公庙里奉献俘虏。 